# Nécropole nationale de Pontavert
La nécropole nationale de Pontavert est un cimetière militaire de la Première Guerre mondiale situé sur le territoire de la commune de Pontavert, au bord de la D925, à la sortie de Pontavert en direction de Beaurieux, dans le département de l'Aisne.

## Caractéristiques

### Le cimetière militaire
Cette nécropole, créée en 1915 et réaménagée de 1919 à 1925 (travaux de regroupement), rassemble, sur 2,4 ha, 6 815 corps dont 5 451 en tombes individuelles et 1 364 en ossuaires. Parmi les tombes, il y a celles de 67 Britanniques tombés en octobre 1914 et de mai à octobre 1918, et celles de 54 Russes.

### Le monument à la mémoire du31eR. I.
Ce monument situé dans la nécropole a été érigé à la mémoire des soldats du 31e Régiment d'infanterie tombés en montant à l'assaut du bois des Buttes et de la Ville-au-Bois, du 16 au 18 avril 1917 au cours de l'offensive du Chemin des Dames du général Nivelle. Il comporte trois plaques du haut vers le bas : 
- Marbre blanc : A la mémoire des héros du 31e tombés à l'assaut du Bois des Buttes et de la Ville aux Bois 16-18 avril 1917.
- l'inscription sur plaque de cuivre : « Le 31ème R.I. a enlevé très brillamment les 16, 17 et 18 avril 1917 tous les objectifs qui lui avaient été assignés, et, par un combat opiniâtre, est parvenu à réaliser un gain de terrain de 3 kilomètres en profondeur faisant à lui seul 1 500 prisonniers dont 34 officiers et 170 sous-officiers, et capturant 6 canons, plusieurs minenwerfer, 50 mitrailleuses et un important matériel de toute nature. Régiment d'élite de la plus haute valeur offensive. Ordre général n°172 du 1er mai 1917 du général commandant la Ve Armée. »
- Une autre plaque, en forme de plaque matricule, à la mémoire des mitrailleurs : Les mitrailleurs de la CM 3/31 à leurs camarades tombés à l'ennemi.

## Galerie de photographies

Nécropole nationale de Pontavert
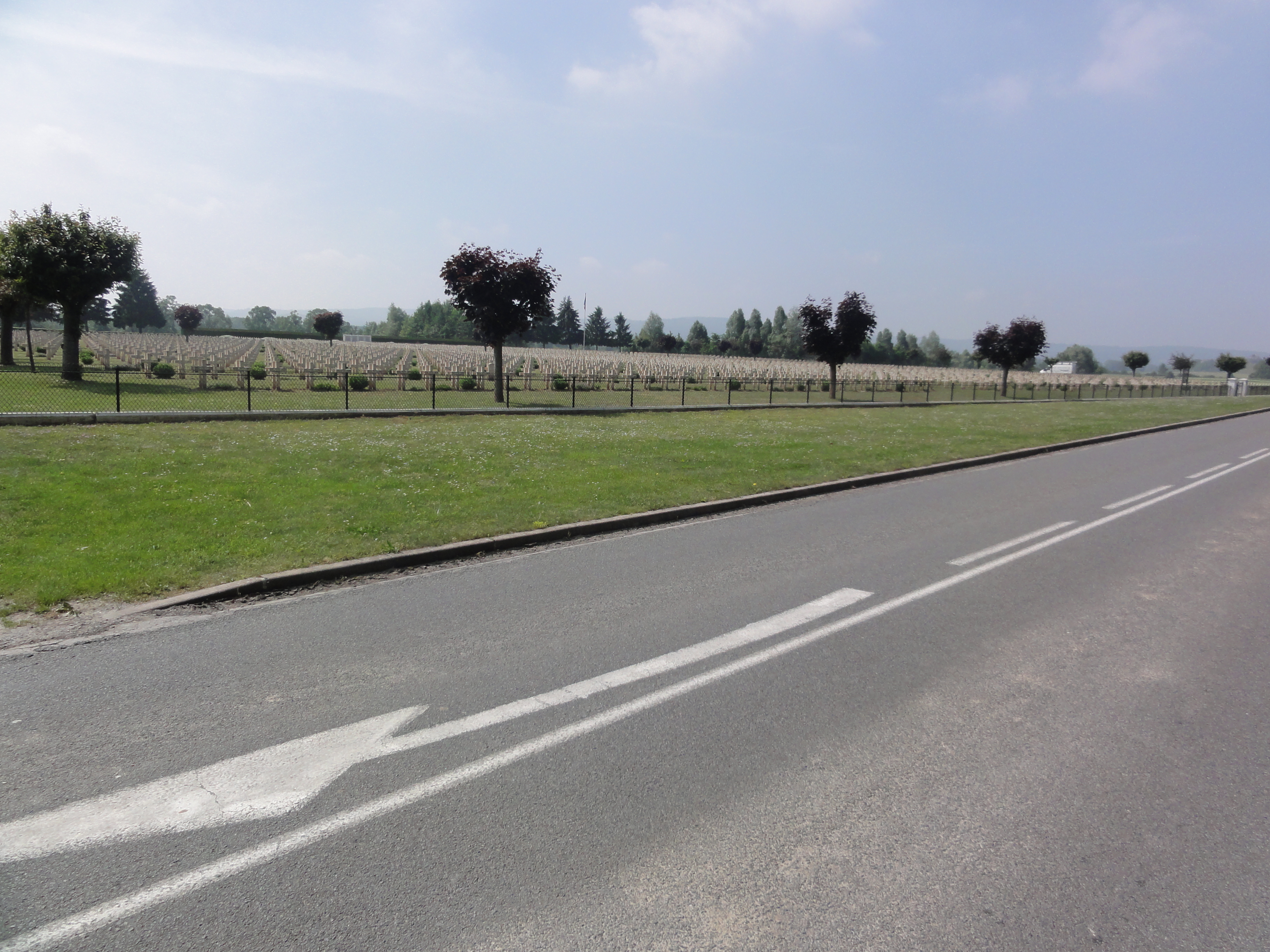
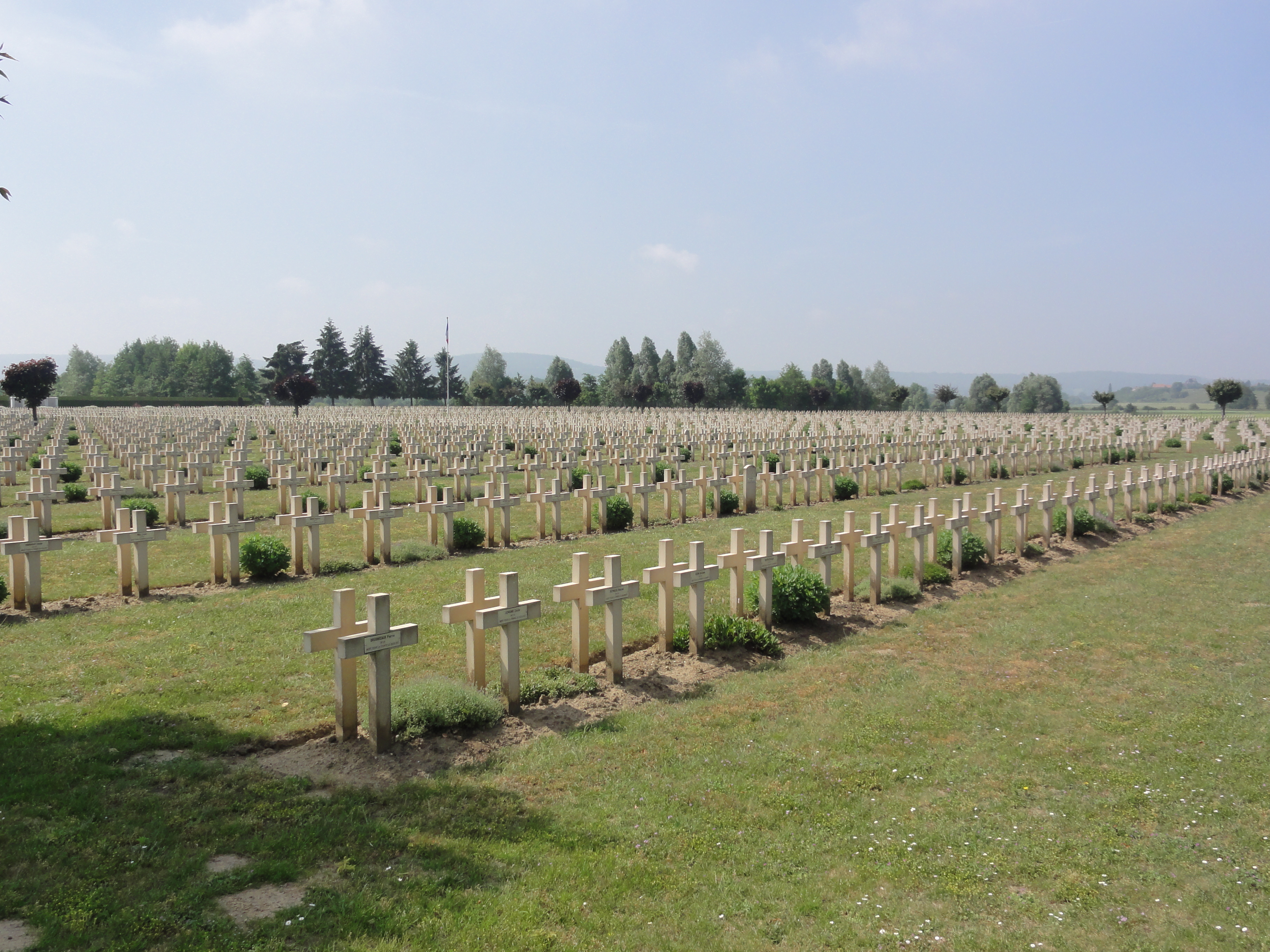
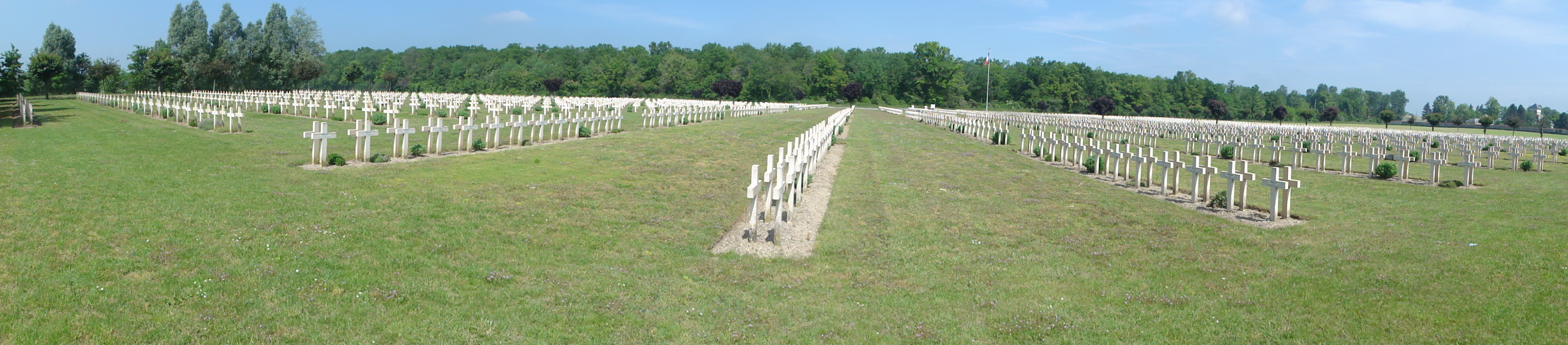

## Personnalités inhumées dans la nécropole
- Paul Dubrulle (1882-1917), prêtre et sous-lieutenant au 8e régiment d'infanterie, tué le 16 avril 1917 au bastion de Chevreux, près de Craonne. Auteur de Mon régiment dans la Fournaise de Verdun et dans la Bataille de la Somme. Son nom est inscrit au Panthéon parmi les 560 écrivains morts pour la France.
- Aristide Bruant (1883-1917), capitaine au 89e régiment d'infanterie, tué le 16 avril 1917. Son nom est inscrit au Panthéon parmi les 560 écrivains morts pour la France.
- Jules-Gérard Jordens (1885-1916), poète, soldat brancardier au 246e régiment d'infanterie, tué le 26 avril 1916 au Bois-des-buttes. Son nom est inscrit au Panthéon parmi les 560 écrivains morts au combat pendant la Première Guerre mondiale.